# Trajko Veljanovski
Trajko Veljanovski (Escópia, 2 de novembro de 1962) foi o presidente do Parlamento da Macedónia do Norte de 2008 a 2017. Formou-se em Direito, na Universidade de São Cirilo e São Metódio, tendo trabalhado como advogado até 1999. 
Bom diplomata, a 16 de maio de 2016, ofereceu ao Papa Francisco, em nome do povo macedônio, uma uma tiara confecionada por monjas ortodoxas do mosteiro de São Jorge, no vilarejo de Rajcica, nas vizinhanças de Debar, com pérolas do Lago Ohrid. A tiara passou a integrar a coleção de tiaras vaticanas.

## Política
Iniciou a vida política em 1993, juntando-se VMRO-DPMNE. Em 1999, foi eleito subsecretário do Ministério da Justiça, no Parlamento da Macedónia, e, em seguida, tornou-se ministro no mesmo ministério.
Nas eleições de 2006, foi eleito para a Assembleia. Na eleição de 2008, ele foi reeleito e tornou-se presidente do Parlamento macedônio. 